# Frances Wright
Frances Wright (Dundee, 6 september 1795 – Cincinnati, 13 december 1852), vooral bekend als Fanny Wright, was een Schots-Amerikaanse schrijfster en activiste. Ze zette zich onder meer in voor abolitionisme en vrouwenrechten in de Verenigde Staten.

## Jeugd
Wright werd geboren op 6 september 1795. Ze was dochter van Camillia Campbell Wright en James Wright. Leden van haar vaders kant van de familie waren grootgrondbezitters en kooplieden. De familie van de moeder stamde af van de 'geletterde aristocratie van Engeland'. Haar vader was geïnteresseerd in de ideeën van de Franse Revolutie. In Schotland verspreidde hij daarom vertalingen uit de Franse Revolutie en van Thomas Paine.
Toen Wright twee was, waren haar beide ouders overleden. Samen met haar broer, die ook op jonge leeftijd zou overlijden, en haar zus Camilla werden ze opgevoegd door familieleden in Engeland. Op 21-jarige leeftijd trok ze voor een jaar in bij haar oudoom James Milne, die professor was bij Glasgow College.

## Eerste reis naar Verenigde Staten
Tijdens haar jeugd was Wright geïnteresseerd geraakt in de Amerikaanse democratische idealen. In 1818 vertrok Wright daarom met Camilla naar de Verenigde Staten. In New York schreef ze een theaterstuk Altorf, over de onafhankelijkheidsstrijd van Zwitserland tegen Oostenrijk. Het theaterstuk werd uitgevoerd door Engelse acteurs zonder vermelding van de auteur.
Na hun verblijf in New York reisden de zussen naar de noordelijke en oostelijke staten van Amerika. Wright raakte daar nog verder onder de indruk van de instituties van de Verenigde Staten. De uitzondering hierop was slavernij. Ze besloot daarom ook om niet naar de zuidelijke staten te reizen, waar slavernij gebruikelijker was.

## Terugkeer in Europa
Bij terugkomst in Engeland publiceerde Wright in 1821 een boek over haar reis in de Verenigde Staten getiteld "Views on Society and Manners in America". De publicatie van dit boek maakte haar bekend in Engeland en op het Europees continent. Door haar boek raakte ze bevriend met Jeremy Bentham. Via hem kwam ze in contact met onder meer James Mill, Francis Plore, George Grote en John Austin.
Via de publicatie kwam Wright ook in contact met de Fransman Gilbert du Motier de La Fayette, beter bekend als de Marquis de La Fayette. Met La Fayette deelde Wright een interesse voor de Amerikaanse democratie, waarvoor La Fayette had gevochten in de Amerikaanse revolutie, alsook de Franse revolutie, waar La Fayette eveneens een rol in had gespeeld. Na een ontmoeting in 1821 in Parijs werd Wright uitgenodigd om te verblijven op het landgoed La Grange.

## Tweede reis naar de Verenigde Staten

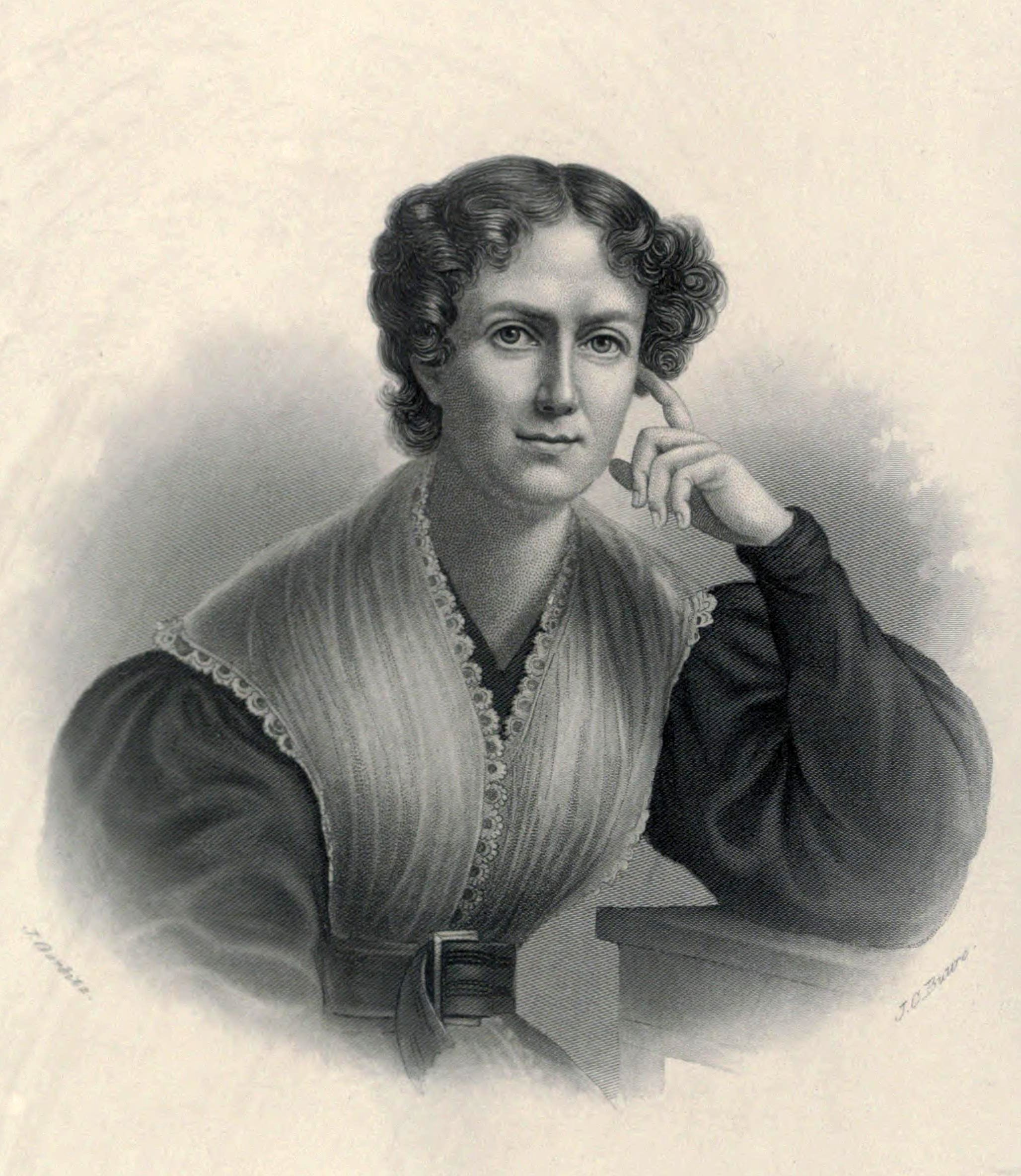
Frances Wright, circa 1825.

In 1824 besloot La Fayette op uitnodiging van het Amerikaanse volk de Verenigde Staten weer te bezoeken. Frances en Camilla Wright besloten mee te reizen met La Fayette. Ze reisden mee naar de landgoederen van Thomas Jefferson en James Madison, waar Wright voor het eerst direct in contact kwam met slavernij.
Na een tijd met La Fayette gereisd te hebben, besloten de zussen een eigen route te volgen. In 1825 bezochten ze twee gemeenschappen opgericht door de Rappites, een gemeenschap afgesplitst van de Lutherse kerk in Duitsland. In deze gemeenschappen werd al het eigendom gedeeld. Zij hadden zich eerst gevestigd in Butler County (Pennsylvania), waar de zusters eerst op bezoek gingen. De gemeenschap was sinds 1814 grotendeels verhuisd naar New Harmony (Indiana), toen nog bekend als "Harmonie", waar de zusters ook op bezoek gingen. Op het moment dat de zusters daar waren was de gemeenschap echter al aan het verhuizen naar een nieuwe locatie. Het gebied was gekocht door Robert Owen, een sociale hervormer die daar een coöperatiedorp wilde stichten.

## Nashoba experiment
Geïnspireerd door de gemeenschappen van de Rappites en de Owenites wilde Wright haar eigen gemeenschap beginnen. Doel van de gemeenschap was om te laten zien dat de afschaffing van slaverij gepaard kon gaan met voordelen voor de Amerikaanse economie. Wright ging vervolgens op zoek naar een stuk land voor de gemeenschap in Tennessee In oktober 1825 kwam ze met abolitionist George Flower aan in Memphis. In korte kochten ze 2000 hectare grond in de buurt, medegefinancierd door La Fayette. Wright gaf het de naam "Nashobi", Chickasaw voor "wolf". Datzelfde jaar werd Wright officieel een Amerikaans burger.
De gemeenschap ging van start in februari 1826. Een paar maanden later werd Wright ziek en werd er gevreesd voor haar leven. In de zomer van 1826 vertrok ze naar Owen's New Harmony om te genezen. New Harmony was in volle bloei en gaf haar verdere inspiratie voor haar eigen gemeenschap. In december 1826 besloot ze een board of trustees te maken voor het landgoed Nashoba, bestaande uit Lafayette, William Maclure, Robert Owen, Caldwallader Colden, Richeson Whitby, Robert Jennings, Robert Dale Owen, George Flower, Camilla Wright en James Richardson.
Wright bleef ziek en in mei 1827 besloot ze met Robert Dale Owen te reizen naar Frankrijk. Daar bezocht ze La Fayette. Bij haar vertrek uit Nashoba waren er al problemen met productiviteit in Nashoba. Terwijl ze weg was kreeg ze echter nog meer berichten van problemen. Ook was er veel controverse in de Verenigde Staten over vrije liefde in de gemeenschap.
Na haar bezoek vertrok Wright naar Engeland. Daar haalde ze schrijfster Frances Trollope over om mee te gaan naar Nashoba. Trollope besloot echter na aankomst vrij snel de gemeenschap weer te verlaten, omdat het klimaat niet zou goed was voor haar en haar kinderen. Wrights enthousiasme verminderde ook en binnen een jaar verliet ze het landgoed weer en liet ze management over aan iemand anders. In 1830 bracht ze de resterende slaven van Nashoba naar Haïti, dat in 1804 onafhankelijk was geworden, om daar in vrijheid te leven.

## Latere leven
In 1828 werd Wright mederedacteur van Robert Dale Owens New Harmony Gazette. Ze reisde van Boston naar New Orleans en sprak zich uit over religie, de doodstraf en vrouwenrechten. In 1829 verhuisde ze samen met Owen naar New York. Daar kocht ze een kerk in de buurt van Bowery, die ze omvormde tot Hall of Science. Het gebouw fungeerde als basis voor de opvolger van de New Harmony Gazette, de Free Enquirer, en als collegezaal. Ze zette zich in New York in voor de Working Men's Party, die bekend kwam te staan als de Fanny Wright ticket.
In 1830 keerde Wright met haar zus terug naar Europa, waarna haar zus vrij snel overleed. Wright trouwde in 1831 met Fransman William Phiquepal, met wie ze in 1829 naar Haïti was gereisd. In haar afwezigheid verwaterden haar Amerikaanse projecten. Zo werd Hall of Science een methodistenkerk en stopte de Free Enquirer met publiceren in 1835.
In 1835 keerde Wright met haar partner en dochter terug naar de Verenigde Staten. Ze ging daar verder als spreker, en deed in 1836 en 1838 mee aan de campagnes voor de Democraten. Na 1839 reisde ze nog zesmaal van de Verenigde Staten naar Europa. In 1844 kocht Wright een huis in Cincinnati. Ze scheidde in 1850 van Phiquepal en verloor daarbij de voogdij over haar dochter. Een jaar later, op 13 december 1852, stierf Wright in Cincinnati.